# Klasse van vloedmerkgemeenschappen op zeedijken en rolkeistranden
De klasse van vloedmerkgemeenschappen op zeedijken en rolkeistranden (Honckenyo-Elymetea) is een klasse van syntaxa die pioniervegetatie omvat die typerend is voor vloedmerken op de zeezijde van zeedijken, rolkeistranden en soms op schelpenbanken langs de kust.

## Naamgeving en codering
| Honckenyo-Elymetea arenarii Tx. 1950 |

- Syntaxoncode voor Nederland (rVvN): r22

De wetenschappelijke naam Honckenyo-Elymetea is afgeleid van de botanische naam van zeepostelein (Honckenya peploides) en een synoniem van zandhaver (Leymus arenarius syn. Elymus arenarius).

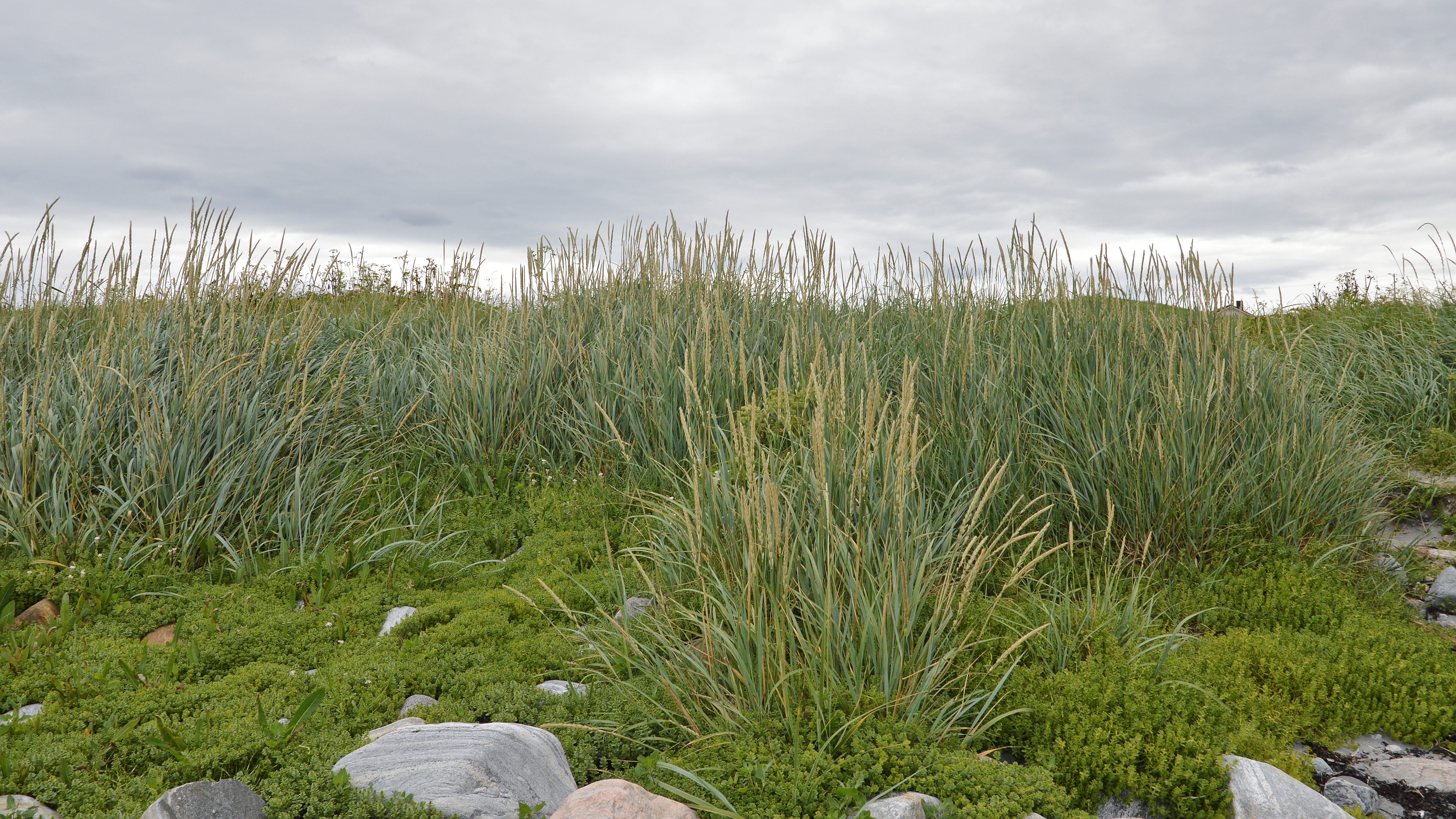
Vloedmerkvegetatie met beide naamgevende soorten.

## Onderliggende syntaxa in Nederland en Vlaanderen
De klasse van vloedmerkgemeenschappen op zeedijken en rolkeistranden is in Nederland en Vlaanderen zeer slecht vertegenwoordigd door maar één associatie en daarnaast één rompgemeenschap uit hetzelfde bovenliggende verbond. 
- - orde van vloedmerkgemeenschappen op zeedijken en rolkeistranden (Honckenyo-Elymetalia)
    - zeekool-verbond (Honckenyo-Crambion maritimae)
      - associatie van zeevenkel en zeekool (Critmho-Crambetum maritimae)

- rompgemeenschap van zeealsem (RG Artemisia maritima-[Honckenyo-Crambion maritimae])

## Vegetatiezonering
Aan de zeezijde maakt de vegetatie van de klasse van vloedmerkgemeenschappen op zeedijken en rolkeistranden op zeedijken en rotsen vaak contact met vegetatie van de zeestippelkorst-klasse.